# Tetracyklin-antibiotika
Tetracyklin-antibiotika er en gruppe bredspektrede antibiotika, som dog har mistet meget af deres nytte på grund af udbredt resistens. Navnet stammer fra de fire kulstofringe, som disse stoffer indeholder.

## Virkningsmekanisme
Tetracykliner virker bakteriostatisk ved at binde til 30S-delen af det bakterielle ribosom og hæmmer derved bakteriens proteinsyntese.

## Virkningsspektrum
Tetracykliner er bredspektrede antibiotika med virkning på Streptococcus, Neisseria meningitidis, Neisseria gonorrhoeae, Clostridium, Brucella, Leptospira og Treponema pallidum.
Derudover virker de på Rickettsia, Borrelia burgdorferi, Chlamydia, Legionella og Mycoplasma.
Tigecyclin virker desuden på Staphylococcus aureus og på en række bakterier, som er blevet resistente overfor andre tetracykliner.

## Resistens
Bakterier opnår resistens overfor tetracykliner ved transportmekanismer, altså enten ved at hindre stofferne at komme ind i cellen eller pumpe dem ud før de kan opnå deres virkning. Resistens overfor tetracykliner kan overføres mellem bakterier på plasmider, og mange bakterier er i dag resistente. Derfor er tetracykliner sjældent førstevalg til behandling af infektioner.

## Anvendelse
Tetracykliner anvendes i dag primært til klamydiainfektioner, malaria og acne vulgaris. Desuden kan de anvendes ved borreliose og syfilis.

## Tetracykliner i klinisk brug
Fem tetracykliner er i klinisk brug i Danmark (handelsnavne er anført i parentes):
- Tetracyklin
- Oxytetracyklin (Oxytetral®)
- Lymecyklin (Tetralysal®)
- Tigecyklin (Tygacil®)
- Doxycyklin (Vibradox®)

Stoffet anvendes desuden i dansk svineproduktion. Her i 2010 mere end nogen sinde. Der opstår derved risiko for, at forbrugeren udvikler resistens overfor f.eks. bakterier, der giver maveinfektioner. Angivelse af af stoffets anvendelse i fødevareproduktionen er ikke påbudt ifølge EU-lov[kilde mangler].